# Venise de l'an 2000
Venise de l'an 2000 è un album dei Rondò Veneziano del 1983 pubblicato in Francia dalla Baby Records. È la versione ufficiale francese dell'album Venezia 2000.

## Il disco
La copertina e l'illustrazione sono di Enzo Mombrini ed Erminia Munari.

## Tracce
1. Sinfonia per un addio (Gian Piero Reverberi e Laura Giordano) - 4'15
2. La Serenissima (Gian Piero Reverberi e Laura Giordano) - 2'05
3. Notte amalfitana (Gian Piero Reverberi e Laura Giordano) - 3'03
4. Rondò veneziano (Gian Piero Reverberi e Laura Giordano) - 2'23
5. Aria di festa (Gian Piero Reverberi e Laura Giordano) - 0'59
6. Arlecchino (Gian Piero Reverberi e Laura Giordano) - 2'09
7. Aria di festa (Gian Piero Reverberi e Laura Giordano) - 1'14
8. Rondò veneziano (Gian Piero Reverberi e Laura Giordano) - 0'55
9. San Marco (Gian Piero Reverberi e Laura Giordano) - 2'59
10. Canal Grande (Gian Piero Reverberi e Laura Giordano) - 2'35
11. Arabesco (Gian Piero Reverberi e Laura Giordano) - 3'03
12. Scaramucce (Gian Piero Reverberi e Laura Giordano) - 2'37
13. Giochi d'acqua (Gian Piero Reverberi e Laura Giordano) - 1'58
14. San Marco (Gian Piero Reverberi e Laura Giordano) - 1'16
15. Colombina (Gian Piero Reverberi e Laura Giordano) - 2'50

## Formazione
- Gian Piero Reverberi - direttore d'orchestra, clavicembalo, tastiere
- Rondò Veneziano / Orchestra Sinfonia di Genova:
  - violini primi;
  - violini secondi;
  - viole;
  - violoncelli;
  - contrabbasso;
  - corno inglese;
  - oboe;
  - flauto;
  - batteria;
  - basso elettrico